# Nelly Córdoba
Nelly Johana Córdoba Balanta (Cali, Colombia; 25 de marzo de 1999) es una futbolista colombiana que juega de delantera en el Independiente Santa Fe de la liga profesional femenina, ha sido internacional con la selección Colombia categoría sub-20. 

## Desarrollo
Nelly perteneció desde 2006 hasta 2017 a la Escuela de futbol Carlos Sarmiento Lora
en 2017 participó con el Atlético Huila de la primera edición de la liga profesional Femenina siendo subcampeona con las "opitas" un año más tarde Nelly sería campeona de la copa Libertadores femenina con el Huila, un año más tarde sería convocada por la selección Colombia categoría sub-20 para el Campeonato Sudamericano sub-20 donde anotaría su primer gol internacional en la derrota 4-2 ante Paraguay.
en 2020 llega Independiente Santa Fe ese año Nelly sería campeona de La liga femenina con las "leonas" y un año más tarde haría parte de la nómina que llevaría al cuadro Bogotano a ser subcampeón de Libertadores.
En 2022 llegaría al Ñañas FC de la súperliga ecuatoriana de fútbol femenino
en 2023 llegaría al Ereğli Belediye Spor de la Súperliga turca de fútbol femenino
En 2024 volvería al Independiente Santa Fe

## Clubes
| Club                 | País     | Año                    |
| -------------------- | -------- | ---------------------- |
| Atlético Huila       | Colombia | 2017 - 2019            |
| Santa Fe             | Colombia | 2020 - 2022 2024 - act |
| Ñañas FC             | Ecuador  | 2022                   |
| Ereğli Belediye Spor | Turquía  | 2023                   |

## Participaciones internacionales

### Participaciones en Campeonatos Sudamericanos
| Competición                            | Sede    | Resultado    |
| -------------------------------------- | ------- | ------------ |
| Campeonato Sudamericano Sub-20 de 2018 | Ecuador | Tercer lugar |

## Palmarés

### Campeonatos nacionales
| Título                    | Club     | País     | Año  |
| ------------------------- | -------- | -------- | ---- |
| Liga profesional femenina | Santa Fe | Colombia | 2020 |

### Campeonatos internacionales
| Título            | Club           | País     | Año  |
| ----------------- | -------------- | -------- | ---- |
| Copa Libertadores | Atlético Huila | Colombia | 2018 |